# Парламентские выборы в Андорре (2015)
Парламентские выборы в Андорре прошли 1 марта 2015 года. На них были избраны 28 депутатов Генерального совета Андорры. Демократы за Андорру сохранили большинство в парламенте (15 из 28), несмотря на потерю 5 мест.

## Избирательная система
28 членов Генерального совета избираются двумя способами: 14 депутатов избираются в семи двухмандатных округах страны, остальные 14 мест заполняются на основе пропорционального представительства по партийным спискам.

## Результаты
|                                                                                   |                                    |        |        |        |                  |                  |                  |            |       |
| Партия                                                                            | Партия                             | Округа | Округа | Округа | Партийные списки | Партийные списки | Партийные списки | Всего мест | +/–   |
| Партия                                                                            | Партия                             | Голоса | %      | Места  | Голоса           | %                | Места            | Всего мест | +/–   |
|                                                                                   | Демократы за Андорру[a]            | 5662   | 39,36  | 10     | 5448             | 37,03            | 5                | 15         | –5    |
|                                                                                   | Либеральная партия Андорры[b]      | 3962   | 27,54  | 4      | 4073             | 27,68            | 4                | 8          | новая |
|                                                                                   | СДП+Зелёные+ГИ+беспартийные        | 3393   | 23,59  | 0      | 3462             | 23,53            | 3                | 3          | –3    |
|                                                                                   | Социальная демократия и прогресс   | 1367   | 9,50   | 0      | 1728             | 11,74            | 2                | 2          | новая |
| Недействительных/пустых бюллетеней                                                | Недействительных/пустых бюллетеней | 1689   | –      | –      | 1373             | –                | –                | –          | –     |
| Всего                                                                             | Всего                              | 16 073 | 100    | 14     | 16 084           | 100              | 14               | 28         | 0     |
| Действительных бюллетеней/ Явка                                                   | Действительных бюллетеней/ Явка    | 24 512 | 65,57  | –      | 24 512           | 65,61            | –                | –          | –     |
| Источник: Elections Andorra Архивная копия от 23 сентября 2015 на Wayback Machine |                                    |        |        |        |                  |                  |                  |            |       |

a  Демократы за Андорру выступали в альянсе с Объединением за прогресс в Энкаме, с Коммунальным действием Ордино в Ордино, Масанским движением в Ла-Масана и в коалиции с независимыми в Андорра-ла-Велья. 
b  Либеральная партия выступала в альянсе с независимыми кандидатами в Энкаме, Ордино и Ла-Масана и с Лоредианским союзом в Сан-Жулиа-де-Лория.